# Müllerova buňka

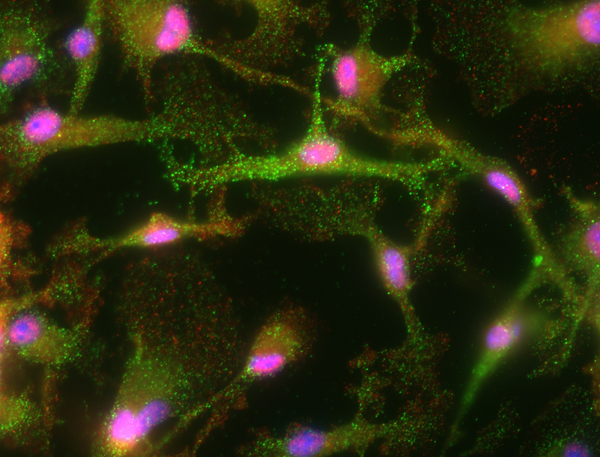
Müllerovy buňky myši domácí v biologické kultuře

Müllerova buňka je specializovaný typ gliové buňky nacházející se v sítnici obratlovců. Lidská sítnice obsahuje 8–10 milionů Müllerových buněk. Prvně byly popsány německým lékařem Heinrichem Müllerem (1820–1864). Jedná se o buňky podpůrné, které zajišťují výživu a udržování homeostázy pro nervové elementy sítnice.
Navíc se zřejmě jedná o buňky tzv. progenitorové, hrající důležitou roli při regeneraci sítnice – tato skutečnost byla zatím prokázána u ryby dánia pruhovaného.

## Mikroskopická anatomie
Müllerovy buňky jsou součástí sítnice, což je složitá tkáň složená z několika vrstev buněk. Müllerovy buňky jsou řazeny ve struktuře sítnice mezi tzv. neuroglie. Tam patří společně s astrocyty a buňkami mikroglií. Müllerovy buňky jsou uloženy kolmo k povrchu jako dlouhé cylindrické buňky, které začínají nálevkovitým rozšířením na vnitřní straně sítnice a radiálně ji prostupují. Svými výběžky v sítnici vytvářejí dvě zóny – na jedné straně stratum limitans externum a na druhé straně zasahují až k nitroočnímu povrchu sítnice a formují tam stratum limitans internum. 

## Fyziologie
Jedná se o buňky podpůrné, které zajišťují správné fungování neuronů v sítnici. Regulují metabolické procesy a hrají zásadní roli v mezibuněčném transportu vody a iontů. Ovlivňují také synaptické přenosy, a to díky schopnosti degradovat neurotransmitery. Dále se také podílejí na regulaci imunitní odpovědi. Jejich přítomnost má i význam mechanický, kdy zajišťují strukturní stabilitu sítnice. Müllerovy buňky hrajou dále významnou roli už při vývoji sítnice, což bylo pozorováno u myší.
Další funkci ukázaly výzkumy Kristiana Franze. Ten objevil, že Müllerovy buňky fungují jako optická vlákna, jež umožňují efektivní přenos světla skrz sítnici, a to díky svému tvaru, který vede ke snížení rozptylu světla a snížení lomu světla. Jejich index lomu je vyšší než je index lomu v okolních tkáních a mění se v rámci celé buňky. Nejnižší je u přechodu sklivce a sítnice, což vede ke snížení lomu světla. Postupně pak index lomu směrem k nitroočnímu povrchu sítnice roste. Tyto vlastnosti činí z Müllerových buněk dokonalé vodiče světla.
Výzkum se upírá na Müllerovy buňky hlavně kvůli jejich potenciálu regenerovat poškozenou sítnici – poškození sítnice je hlavní příčina oslepnutí. Müllerovy buňky mohou fungovat jako kmenové a diferencovat se v celou řadu typů buněk sítnice, včetně fotoreceptorových buněk. Tato skutečnost byla prokazatelně ukázána u ryby dánia pruhovaného. U savců je situace komplikovanější a je otázkou výzkumu. 

## Patologie
Poškození Müllerových buněk a následný vliv na fungování sítnice je doposud značně nejasná otázka, která je tématem současného výzkumu. Problémem výzkumu je ale fakt, že je prováděn na zvířecích modelech a na buňkách in vitro. Fungování Müllerových buněk v lidské sítnici in situ může být výrazně odlišné.